# (743) Eugenisis

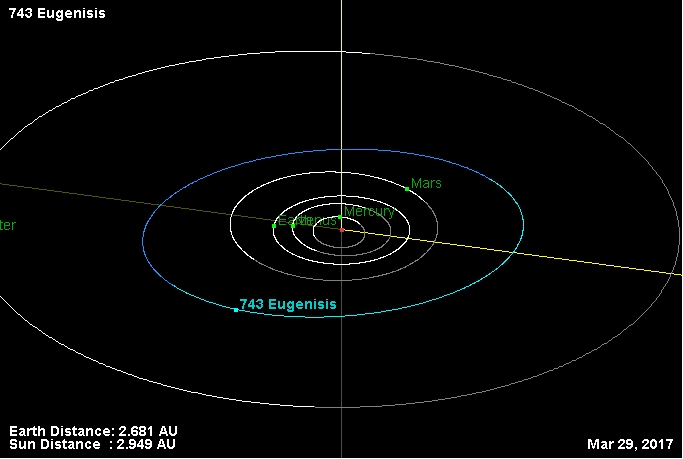

(743) Eugenisis  est un astéroïde de la ceinture principale.

## Caractéristiques
Il a été découvert le 25 février 1913 par l'astronome allemand Franz Kaiser depuis Heidelberg. Sa désignation provisoire était 1913 QV.
Le nom Eugenisis dérive du grec Εὐγενία (Eu̍genía signifiant bien-née), il a été donné par Franz Kaiser à l'occasion de la naissance de sa fille.
Les calculs d'après les observations de l'IRAS lui accordent un diamètre d'environ 53 kilomètres.